# Klaus Karl Mehrkens
Klaus Karl Mehrkens (Brema, 12 luglio 1955) è un artista tedesco.

## Biografia
Nato a Brema nel 1955 è il figlio di Ilse Mehrkens, parlamentare e Kurt Mehrkens, macchinista di treni. È il primogenito di tre figli.
In gioventù si dedica alla lettura di autori come Marcel Proust e James Joyce. Durante un soggiorno in Canada ha l'occasione di ascoltare il concerto della Plastic Ono Band presso il Varsity Stadium di Toronto il 13 settembre 1969. L'esperienza segnerà il suo percorso artistico tanto da riconoscere in Yoko Ono "uno dei primi esempi ai miei occhi di come l'arte stoni, il design no".
Nel 1977 si iscrive alla Hochschule für Bildende Künste Braunschweig e diventa allievo di Alfred Winter-Rust e Hermann Albert. Durante questi anni ha modo di frequentare e osservare da vicino il lavoro di artisti come Markus Lupertz e George Baselitz. Segue da vicino Joseph Beuys in occasione delle esposizioni internazionali d'arte di Documenta 6 e Documenta 7, organizzate nella città di Kassel. A cavallo tra il 1980 e il 1981 incontra l'artista Norbert Tadeusz, il modo e la libertà con cui usa il colore influenzeranno molto la sua pittura. Nel 1981 apre ad Hannover la galleria autogestita "Weisses Pferd Archiviato il 2 dicembre 2016 in Internet Archive." (Cavallo bianco), fondata da Mehrkens assieme ad Andreas Weishaupt e Thomas Schindler. Nel 1982 consegue il diploma.
Dopo il diploma si trasferisce a Berlino per vivere in comune con alcuni amici artisti. Durante questi anni presta servizio di assistenza come infermiere in una clinica per anziani e malati terminali. Nel 1985 durante una sua mostra personale alla Galerie Folker Skulima Archiviato il 2 dicembre 2016 in Internet Archive. di Berlino incontra Enzo Cannaviello titolare della Galleria d'Arte Cannaviello il quale lo invita a lavorare in Italia.
Approda a Milano alla fine del 1985 e si trasferisce in un appartamento sopra la Galleria d'Arte Cannaviello. Divide gli spazi con gli artisti della Galleria come Martin Disler, Siegfried Anzinger, Helmut Middendorf, Karl Horst Hödicke, Rainer Fetting, Bernd Zimmer. Espone all'interno della collettiva "Nuove trame dell'arte" curata da Achille Bonito Oliva. Nel capoluogo lombardo entra in contatto con lo scrittore, drammaturgo e critico dell'arte Giovanni Testori il quale curerà due cataloghi personali dell'artista in occasione delle mostre del 1986 Meditazione e nel 1989 Oziosa Giovinezza entrambe svoltesi presso la galleria d'Arte Cannaviello. Verrà inserito nel gruppo chiamato dallo stesso Testori il Gruppo dei Nuovi Ordinatori Archiviato il 2 dicembre 2016 in Internet Archive. (Albert, Chevalier, Schindler) in contrapposizione al gruppo dei Nuovi Selvaggi (Hodicke, Fetting, Zimmer Salomè). Nel 1989 il Gruppo dei Nuovi Ordinatori è protagonista di una mostra tenutasi presso Piramide Arte Contemporanea di Firenze. Nel 1991 espone al Museo delle arti di palazzo Bandera di Busto Arsizio nel contesto della mostra collettiva "Un'Alternativa Europea", allestita successivamente anche a Palazzo Diamanti di Ferrara. Nel 1992 espone alla Galleria Il Polittico di Roma. Nel 1993 espone alle collettive "Giovanni Testori l'Arte Contemporanea in Germania negli anni Ottanta” presso il Comune di Felizzano e "Pittori Europei a Milano" al Forum di Assago. Nello stesso anno espone, con testo e catalogo di Maurizio Calvesi, al Palazzo Albertini di Forlì. Nel 1994 espone al Museo Laboratorio di Arte Contemporanea de La Sapienza di Roma. Nel 1995 assieme ad altri artisti e intellettuali lavora al progetto del MAPP - Museo d'Arte Paolo Pini di Milano. Il Museo contava circa un'ottantina di opere di vari artisti come Martin Disler, Piero Gilardi, Giuseppe Maranello, Aldo Spoldi, Emilio Tadini, Bernd Zimmer. Nel 1996 espone in una personali presso la Galleria Poggiali e Forconi di Firenze. Nel 1998 realizza una personale presso Art's Events di Benevento. Nel 1999 è tra gli artisti di "Apparizioni" presso le sale della Monopoli Arte Contemporanea di Pavia mentre nel 2000 è allestita la personale "Orizzonte" alla  Gabriele Cappelletti Arte Contemporanea di Milano. Rimane stabilmente a Milano fino al 2001, successivamente lascia la città per trasferirsi nella campagna di Treviglio (BG). Nel 2001 viene realizzata una mostra personale presso la Galleria Poggiali e Forconi con testi di Aldo Busi, sempre nello stesso anno ha una mostra personale presso Filisietti Arte Contemporanea e la collettiva "Figurazione", curata da Alessandro Riva, nei locali della Galleria Forni a Milano. Negli anni l'attività continua con mostre in Italia e all'estero. Negli anni si interfaccia con artisti come Aldo Mondino, Piero Pizzi Cannella, Alessandro Verdi, Giovanni Frangi, Mario Salina, Mimmo Germanà, Davide Nilo, Velasco Vitali, Luca Pignatelli, e alcuni intellettuali come Albo Busi, Giovanni Testori, Vittorio Sgarbi, Enzo Santee. Con quest'ultimo collaborò nel suo libro del 2003 "Verdeacqua" dove sono presenti alcune opere. Con Paolo Mauserig nel 2004 realizza il libro "I Saggi Fiori" con 12 incisioni realizzate presso la Stamperia d'Arte Albicocco di Udine. Nel 2006 espone alla Stamperia Albicocco.Nel 2007 una personale dal titolo Landscapes presso la Galleria Nuova Artesegno, Udine con testi di Enzo Santese. Nel 2008 una personale intitolata Floating World presso il Palazzo Frisacco di Tolmezzo conn testi di Enzo Santese e una mostra collettiva presso il Museo Civico di Treviglio dal titolo "Confronto Mehrkens & Friends" in cui l'artista invita alcuni amici artisti che sono Hermann Albert, Siegfried Anzinger, Luca Bertolo, Alfredo Cannata, Marco Casentini, Peter Chevalier, Angelo Davoli, Francesco De Grandi, Martin Disler, Rainer Fetting, Giovanni Frangi, Daniele Galliano, Federico Guida, Karl Horst Hödicke, Nes Lerpa, Helmut Middendorf, Davide Nido, Hermann Nitsch, Federica Perazzoli, Piero Pizzi Cannella, Sigmar Polke, Luigi Presicce, Pierluigi Pusole, Sergio Ragazzi, Mario Salina, Ugo Stringa, Dany Vescovi, Edoardo Villa e Andrea Zucchi.  Nel 2009 si trasferisce in Umbria, a Spello. Nello stesso anno le sue due mostre personali al Festival dei Due Mondi di Spoleto e alla città di Salemi vengono curate da Vittorio Sgarbi. Sempre nello stesso anno una sua personale viene realizzata alla Art's Events di Torrecuso (BN) dal titolo "Senza Fissa Dimora" con testi in catalogo di Gianluca Marziani.
Nel 2010 sette sue opere sono state acquisite dal Museo del Novecento di Milano, parte del lascito Marta e Bianco Bertolini. Nel 2011 una sua mostra personale intitolata "Presenze in Umbria" viene realizzata dalla galleria Nuova Artesegno di Udine (catalogo Enzo Santese) mentre nell'anno successivo viene realizzata una personale di opere grafiche e disegni presso la Galleria Sagittaria di Pordenone.
Nel 2013 espone in due mostre personali: "Verso la Certosa", alla Galleria Il Triangolo di Cremona e "Oltre Misura" presso la  Galleria Ghiggini 1822 di Varese.
Nel 2014 una sua personale con dipinti ad olio su tela dal titolo "Kiritsubo - Opere Uniche" viene realizzata presso la Stamperia d’Arte Albicocco di Udine.
Vive e lavora a Limiti di Spello, in Provincia di Perugia dove prosegue la sua ricerca artistica e di pensiero

## Mostre Personali[3]
- 1981-1982
  - Galerie Weißes Pferd, Hannover
- 1985
  - Galerie Skulima, Berlin
  - Galerie van Acken, Köln
- 1986
  - Studio d'Arte Cannaviello, Milano, catalogo Giovanni Testori
- 1987
  - Galerie Skulima, Berlin
- 1988
  - Castello Mediceo, Sala delle Battaglie, Melegnano, catalogo Oldani
- 1989
  - Oziosa giovinezza, Studio d'Arte Cannaviello, Milano, catalogo Giovanni Testori
- 1991
  - Rasponi Arte Contemporanea, Ravenna
- 1992
  - Studio d'Arte Cannaviello, Milano, catalogo Elena Pontiggia
- 1993
  - Klaus Karl Mehrkens, Palazzo Albertini, Forlì, catalogo Maurizio Calvesi
- 1994
  - La Passeggiata, Il Polittico, Roma, catalogo Arnaldo Romano Brizzi
  - Museo Laboratorio di Arte Contemporanea, La Sapienza, Roma, catalogo Brizzi
  - Stanze del Paesaggio, Palazzo Albertini, Forlì, a cura di Calvesi e Spadoni
- 1995
  - Rasponi Arte Contemporanea, Ravenna
- 1996
  - Galleria Poggiali & Forconi, Firenze, catalogo Riva
- 1998
  - Art's Events, Torrecuso (BN), catalogo De Maria
- 1999
  - Apparizioni, Galleria Monopoli, Pavia
- 2000
  - Orizzonte, Galleria Gabriele Cappelletti, Milano, catalogo Paolo Cappelletti
- 2001
  - E tinello non fu... nell'impossibilita di essere figurativi e nudi, Galleria Poggiali & Forconi, Firenze, catalogo Aldo Busi
  - Galleria Filisetti, Crema
- 2002
  - Galleria Nuova Artesegno, Udine
  - Intime, Galleria Les Chances de l'Art, Bolzano
  - Galerija Contra, Koper/Ferraska
- 2003
  - Opere recenti, Palazzo Frisacco, Tolmezzo (UD)
  - Quadrato, Art's Events, Torrecuso (BN)
  - Opere scelte, Desart, Brescia
- 2004
  - Polveriera Napoleonica, Città Fortezza di Palmanova (UD), catalogo Enzo Santese
  - Galleria Nuova Artesegno, Udine
  - Quadrato, Galleria Prato, Palermo
- 2006
  - Terra di confine, Capua (CE)
  - Klaus Karl Mehrkens, Acqueforti, Stamperia d'Arte Albicocco, Udine
- 2007
  - Landscapes, Nuova Artesegno, Udine, catalogo Enzo Santese
  - Mehrkens, NAG, Arezzo
  - Mehrkens, Filisetti Arte Contemporanea, Caravaggio
- 2008
  - Confronto, Mehrkens and friends, Museo Civico, Treviglio
  - Floating World, Palazzo Frisacco, Tolmezzo, catalogo Enzo Santese
- 2009
  - Senza fissa dimora..., Art's Events, Torrecusa (BN), catalogo Gianluca Marzian
  - Klaus Karl Mehrkens, Festival Dei Due Mondi, Spoleto, catalogo Vittorio Sgarbi
  - Klaus Karl Mehrkens, Città di Salemi, catalogo Vittorio Sgarbi
- 2011
  - Presenze in Umbria, Nuova Artesegno, Udine, catalogo Enzo Santese
- 2012
  - Mehrkens, Opere grafiche e Disegni, Galleria Sagittaria di Pordenone, Pordenone
- 2013
  - Verso la Certosa, Galleria Il Triangolo, Cremona
  - Oltre Misura, Galleria Ghiggini 1822, Varese
- 2014
  - Kiritsubo Opere Uniche, Stamperia d’Arte Albicocco, Udine

## Mostre Collettive[5]
- 1979
  - Forum junge Kunst, Kunsthalle Baden-Baden
- 1982
  - Vier junge deutsche Maler, Galerie Heinz Holtmann, Koel Weisses Pferd, Hannover
- 1983
  - Künstler aus Niedersachsen, Kunstverein, Hannover
- 1984
  - Kunstlandschaft BRD, Kunstverein Herford a cura di Kathrin Sello, Niedersächsische Künstler, Kunsthalle Baden-Baden
- 1985
  - Mistica e Immaginazione, Galerie Skulima, Berlin.
  - Nuove Trame del Arte, Genazzano a cura di Achille Bonito Oliva
- 1986
  - Viaggio in Italia, Galleria Gian Ferrari, Milano
  - Momente zur Urbanität, Kunstverein Braunschweig
- 1987
  - L'uomo l'essere la natura, Manifestazione Terravecchia, Frasso Telesino
- 1988
  - Contaminazione, Galleria Civica d'Arte Contemporanea, Termoli
  - Voi Che Dite Che Io Sia, V Biennale d'arte Europea, Siena
- 1989
  - Materiali e Simboli: 10 anni di arte europea, Faenza
  - Nuovi Ordinatori, Piramide Arte Contemporanea, Firenze
- 1991
  - Con lo sguardo a Berlino, Rasponi Arte, Ravenna.
  - Un'alternativa europea, Palazzo Bandera. Busto Arsizio a cura di Maurizio Calvesi.
  - Un'alternativa europea, Palazzo dei Diamanti, Ferrara, a cura di Maurizio Calvesi.
  - Memoria, Rasponi Arte, Ravenna.
- 1992
  - Arte Tedesca, Galleria Bernardi, Busto Arsizio
  - Fin Quando ci Sara Pittura, Il Polittico, Roma
- 1993
  - Venticinquesimo, Studio d'Arte Cannaviello, Milano
  - Giovanni Testori e l'Arte Contemporanea in Germania Anni 80, Felizzano
  - Pittori Europei a Milano, Forum, Asiago
- 1994
  - Deutsche Maler in Italien, Palazzo Albertini, Forlì, a cura di Calvesi e Spadoni
  - Premio Cesare da Sesto Calende
- 1995
  - Acrochage Studio d'Arte Cannaviello, Milano
  - MAPP Museo d'Arte Paolo Pini, Milano
- 1996
  - Incontro a Genova, Ellequadro, Genova
  - Adicere Animos, Galleria d'Arte Moderna e Contemporanea, Università di Bologna, Cesena e Palazzo Saffi, Cesenatico
  - Work in Progress Young Museem, Palazzo Ducale, Revere
  - Giovanni Testori, Critico e Maestro Centro Culturale, Vertova
- 1997
  - La Pelle Nera, Galleria Marieski, Monza
  - Ritratti a Testori, Casa dei Carraresi, Treviso
- 1998
  - Il Nuovo Ritratto in Italia, Spazio Consolo, Milano
  - Icone Del Volto, Galleria Il Polittico, Roma
  - Cronaca Nera, Spazio Consolo. Milano a cura di A. Riva
- 1999
  - Segnali - 42 pittori europei, Arco Amoroso, Ancona
  - TEMPESTA GOTICA, Fondazione Bevilacqua, Venezia
- 2000
  - Sui Generis, PAC, Milano, a cura di A. Riva
- 2001
  - Enzo Cannaviello un Percorso nella Pittura, Russi, Ravenna
  - (Ulta)corpi, Loggia di Pietrasanta, a cura di Maurizio Sciaccaluga
  - Frangi Mehrkens Papetti, Galleria Cappelletti, Milano
- 2002
  - Contemporary Portrait, Torre Medievale,  Moggio (UD) a cura di Mimmo di Marzio e Enzo Santese
  - Artisti Italiani, J.J Brockings Gallery, San Francisco
  - Figuralia, Galleria Annovi, Sassuolo a cura di A. Riva
- 2003
  - Nuova Figurazione Europeo, Villa Ponti, Arona
  - Corpi liberi, Antico Palazzo della Pretura, Castell'Arquato a cura di Fabrizio Boggiano
- 2004
  - Per Amore, Complesso di Santa Sofia, Salerno, a cura di Caggiano
- 2005
  - Il Paesaggio Contemporaneo, Palazzo Ducale Gubbio, a cura di James Rubin
- 2006
  - CUTS NAG, Arezzo, a cura di Fabio Migliorati
  - 2+2+2 Space Form, Galleria Contra, Koper
  - Figuralmente, Galleria Civica, Lubiana, a cura di Enzo Santese
  - ETNIE, Fondazione Alessandro Durini, Milano
  - Da Grosz a Kiefer Percorsi nell'Arte Tedesca, Lattuada Studio, Milano a cura di Sara Fontana
  - Aspetti dell'incisione contemporanea europea, ll Stamperia Albicocco, Galleria d'Arte Contemporanea Luigi Spazzapan, Gradisca d'Isonzo
- 2007
  - Vade Retro, Milano, a cura di Vittorio Sgarbi
  - Rosengarten, Antonella Cattani, Bolzano/Bozen
  - CARNERA, Palazzo della Ragione, Milano, Pordenone, New York
- 2008
  - Vero e Falso, NAG, Bergamo, a cura di Fabio Migliorati
  - Mehrkens, Dybsky, Bertasa, Lerpa, Filisetti Arte Contemporanea, Caravaggio
  - Il Libro d'Artista, Stamperia d'Arte Albicocco, Gorizia
  - The Woman's Century, NAG, Arezzo, a cura di Fabio Migliorati
  - Confronto, Mehrkens + Friends, Museo Civico, Treviglio, a cura di Sara Fontana
- 2009
  - Filisetti Arte Contemporanea, Caravaggio
  - Mirabili Inchiostri 10 incisori, Pordenone, a cura di Roberto Budassi
- 2010
  - 7x11 La Poesia degli Artisti, Pordenone, Milano, Longiano
- 2011
  - Il secondo novecento nella Bassa Bergamasca, Auditorium, Treviglio, a cura di Sara Fontana
  - “Giorni felici Casa Testori”, Novate Milanese
  - Meravigliosa Natura, Stamperia d’Arte Albicocco, Udine
  - Meravigliosa Natura, Casa Natale di Raffaello, Urbino
- 2012
  - Testori e la grande pittura europea, Loggetta Lombardesca, Ravenna
- 2013
  - Milano Vienna Berlino, Spazio Oberdan, Milano
  - I Sogni che Volano, Villa Manin, Codroipo, Udine
- 2014
  - Water Views, Paesaggisti all'acquarello del XXI° secolo, Vicenza
- 2015
  - I Sogni che Volano, Orto dell’Abbondanza, Borgo Mercatale, Urbino
  - Nuovi Arrivi, Donazione Bianca e Mario Bertolini, Museo del Novecento, Milano
- 2016
  - Impressione Astratta, Galleria d’Arte Moderna e Contemporanea, Pordenone